# Clockwork Angels
Clockwork Angels je devatenácté (pokud je počítáno i EP Feedback, tak se jedná o dvacáté) studiové album kanadské hard rockové skupiny Rush. Album poprvé vyšlo 8. června 2012. Producenti alba jsou Rush a Nick Raskulinecz. První singl k albu „Caravan“ vyšel již v červnu 2010 a následovala ho skladba „Headlong Flight“, která vyšla v dubnu 2012.

## Seznam skladeb
| Pořadí         | Název                | Délka   |
| -------------- | -------------------- | ------- |
| 1.             | Caravan              | 5:40    |
| 2.             | BU2B                 | 5:10    |
| 3.             | Clockwork Angels     | 7:31    |
| 4.             | The Anarchist        | 6:52    |
| 5.             | Carnies              | 4:52    |
| 6.             | Halo Effect          | 3:14    |
| 7.             | Seven Cities of Gold | 6:34    |
| 8.             | The Wreckers         | 5:01    |
| 9.             | Headlong Flight      | 7:20    |
| 10.            | BU2B2                | 1:28    |
| 11.            | Wish Them Well       | 5:26    |
| 12.            | The Garden           | 6:59    |
| Celková délka: | Celková délka:       | 1:06:07 |

## Obsazení
- Geddy Lee – basová kytara, klávesy, zpěv
- Alex Lifeson – kytara
- Neil Peart – bicí